# چرنایوو
چرنایوو (به لاتین: Chernyaevo) یک منطقهٔ مسکونی در روسیه است که در استان آمور واقع شده‌است.